# Thiết kế sản phẩm
Thiết kế sản phẩm là tạo ra một sản phẩm mới được bán bởi một doanh nghiệp cho khách hàng của mình. Một lượng rất rộng các ý tưởng được tạo ra và phát triển một cách hiệu quả thông qua một quá trình dẫn đến các sản phẩm mới. Vì vậy, đây là một khía cạnh chính của phát triển sản phẩm mới.
Do không có định nghĩa được chấp nhận đồng ý phản ánh đầy đủ chiều rộng của chủ đề, nên cần có hai định nghĩa riêng biệt, nhưng phụ thuộc lẫn nhau: một định nghĩa rõ ràng về thiết kế sản phẩm liên quan đến tạo tác, cái còn lại xác định quy trình thiết kế sản phẩm liên quan để tạo tác này.
Thiết kế sản phẩm như một danh từ: tập hợp các thuộc tính của một vật phẩm, bao gồm các thuộc tính riêng biệt của hình thức (nghĩa là tính thẩm mỹ của hàng hóa hoặc dịch vụ hữu hình) và chức năng (nghĩa là khả năng của nó) cùng với các đặc tính tổng thể của tích hợp hình thức và chức năng.
Quy trình thiết kế sản phẩm: tập hợp các hoạt động chiến lược và chiến thuật, từ tạo ý tưởng đến thương mại hóa, được sử dụng để tạo ra một thiết kế sản phẩm. Theo cách tiếp cận có hệ thống, các nhà thiết kế sản phẩm lên ý tưởng và đánh giá các ý tưởng, biến chúng thành những phát minh và sản phẩm hữu hình. Vai trò của người thiết kế sản phẩm là kết hợp nghệ thuật, khoa học và công nghệ để tạo ra những sản phẩm mới mà mọi người có thể sử dụng. Vai trò phát triển của họ đã được hỗ trợ bởi các công cụ kỹ thuật số hiện nay cho phép các nhà thiết kế thực hiện những việc bao gồm giao tiếp, trực quan hóa, phân tích, mô hình 3D và thực sự tạo ra các ý tưởng hữu hình theo cách có thể có nhân lực lớn hơn trong quá khứ.
Thiết kế sản phẩm đôi khi bị nhầm lẫn với (và chắc chắn trùng lặp với) kiểu dáng công nghiệp, và gần đây đã trở thành một thuật ngữ bao gồm rộng rãi về dịch vụ, phần mềm và thiết kế sản phẩm vật lý. Thiết kế công nghiệp liên quan đến việc mang lại hình thức nghệ thuật và khả năng sử dụng, thường được kết hợp với thiết kế thủ công và công thái học, để cùng nhau sản xuất hàng hóa. Các khía cạnh khác của thiết kế sản phẩm và thiết kế công nghiệp bao gồm thiết kế kỹ thuật, đặc biệt khi các vấn đề về chức năng hoặc tiện ích (ví dụ: giải quyết vấn đề) đang gặp vấn đề, mặc dù các ranh giới đó không phải lúc nào cũng rõ ràng.